# Лейк, Энтони
Энтони Лейк (англ. William Anthony Kirsopp Lake, 2 апреля 1939 года, Нью-Йорк) — американский политик.

## Биография
Окончил Гарвардский университет (бакалавр истории, 1961). Изучал международную экономику в Тринити-колледже Кембриджа. Степень доктора философии получил в Школе общественных и международных отношений имени Вудро Вильсона Принстонского университета (1974), а в 1997 году удостоится медали Джеймса Мэдисона от его ассоциации выпускников.
В 1962—1970 годах на дипломатической службе в Госдепе США, работал помощником посла Генри Лоджа во время Вьетнамской войны.
Работал с сенатором-демократом Э. Маски во время его президентской кампании 1972 года.
В 1977—1981 годах директор по стратегическому планированию Государственного департамента США.
В 1993—1997 годах советник по нацбезопасности президента США Билла Клинтона.
В 1996 году выдвигался Клинтоном на пост директора ЦРУ, однако Сенат США отклонил его кандидатуру.
После ухода из правительства в 1997 году, работал в качестве специального посланника президента США на Гаити, в Эфиопии и Эритрее.
В 1998—2007 годах работал в Совете Фонда США для ЮНИСЕФ, являлся его председателем с 2004 года, после был назначен постоянным почетным членом.
В 2000 году он был удостоен «награды Сэмуеля Нельсона Дрю» Белого дома за значительный вклад в достижение Алжирского соглашения, которое положило конец войне между Эфиопией и Эритреей.
Входил в ближайшее окружение Барака Обамы во время его президентской кампании в 2008 году.
Выступал с поддержкой предложения соперника Обамы республиканца Маккейна о необходимости создания «нового ООН, без России и Китая», которая бы определяла политику «демократической части мирового сообщества» — которой могла бы стать «Лига демократий», объединившая в своих рамках «более сотни демократических государств».
Был профессором на факультете практической дипломатии в Джорджтаунском университете.
С 1 мая 2010 года исполнительный директор Детского фонда ООН (ЮНИСЕФ).
- «Дети-инвалиды так же, как и все дети, надеются и мечтают и имеют такое же право максимально реализовать свой потенциал»[3].
- «Грудное молоко — лучший продукт для ребёнка, где бы он ни родился: в Уганде или Англии, в Китае или Канаде»[4].
- «Подростковый возраст — это переломный период жизни: в эти годы успехи, достигнутые в раннем детстве, или закрепляются, или полностью сходят на нет»[5].

## Другое
Покинув государственную службу в 2001 году, написал книгу «Шесть кошмаров» о своём видении политической ситуации в мире. Первым кошмаром он называл Россию. По его мысли, главной проблемой для США является слабость России, а единственно возможная конструктивная политика Вашингтона — это способствовать экономическому усилению России, чтобы ситуация в стране стабилизировалась. По его мнению, самой серьёзной опасностью в России являлась националистическая идеология, при помощи которой президент Путин пытался компенсировать слабость страны и обиду русских за поражение в холодной войне — и таким образом за счет имперской риторики скрыть экономическую слабость.
Выступал за отмену запрета на поездки граждан США на Кубу.

## Награды
- Памятный знак за личный вклад в развитие трансатлантических отношений Литвы и по случаю приглашения Литовской Республики в НАТО (12 февраля 2003 года, Литва)[7].